# Lower.com Field
Lower.com Field là một sân vận động dành riêng cho bóng đá ở Columbus, Ohio, Hoa Kỳ. Đây là sân nhà của Columbus Crew thuộc Major League Soccer. Sân thay thế cho sân nhà trước đây của câu lạc bộ, Sân vận động Lịch sử Crew. Sân vận động mới được xây dựng với chi phí 314 triệu USD và nằm ở trung tâm của dự án công trình phức hợp Astor Park, tiếp giáp với Quận Arena và trung tâm thành phố Columbus. Sân có sức chứa 20.371 khán giả và bao gồm 30 dãy phòng điều hành và 1.900 ghế câu lạc bộ.